# Paco Sedano
Francisco Sedano Antolin, detto Paco (Madrid, 2 dicembre 1979), è un ex giocatore di calcio a 5 spagnolo.

## Carriera
Utilizzato nel ruolo di portiere, è stato a lungo giocatore del Móstoles prima di passare al Barcellona, di cui è stato capitano tra il 2014 e il 2018. Con la nazionale spagnola ha preso parte al FIFA Futsal World Championship 2004, all'UEFA Futsal Championship 2005 e a quello 2016, tutti terminati con il successo finale delle Furie Rosse.

## Palmarès

### Club

#### Competizioni nazionali
- Campionato spagnolo: 3

Barcellona: 2010-11, 2011-12, 2012-13
- Coppa di Spagna: 3
Barcellona: 2010-11, 2011-12, 2012-13
- Coppa del Re: 5
Barcellona: 2010-11, 2011-12, 2012-13, 2013-14, 2017-18
- Supercoppa di Spagna: 1
Barcellona: 2013

#### Competizioni internazionali
- Coppa UEFA: 2

Barcellona: 2011-12, 2013-14

### Nazionale
- Campionato mondiale: 1

2004
- Campionato d'Europa: 2

2005, 2016